# بازيليكا (فريانا)
بازيليكا فريانة هو معلم أثري تونسي مصنف من قبل المعهد الوطني للتراث يقع في ولاية القصرين في الجنوب الغربي التونسي، تحديدا في مدينة فريانة تم تصنيف المعلم في يوم 03 مارس 1915.